# Нюйоркско метро
Нюйоркското метро (на английски: New York City Subway), разположено в Ню Йорк, е най-голямата метро система в САЩ и една от най-големите обществени транспортни системи в света. Общата дължина на линиите е 1370 км (с включени складови помещения и жп депа), по протежението на които са разположени 472 метростанции.

## Общ преглед
Станциите на Нюйоркското метро обхващат следните квартали: Манхатън, Бруклин, Куинс и Бронкс. Статън Айлънд има железопътна линия, която е открита през 1860 г. и използва подвижен състав модел R44, но няма връзки и не е официално част от Нюйоркската метро система, въпреки че е включена във всички официални карти на метрото от 1998 г. насам.
Всички линии преминават през Манхатън с изключение на линията (совалков превоз) „Франклин Авеню“ в Бруклин, линията „Рокауей Парк“ в Куинс и „Бруклин-Куинс Кростаун Локал“, която свързва Бруклин и Куинс. Почти всички станции на метрото (с изключение на две) се обслужват 24 часа в денонощието. Въпреки названието си Нюйоркското метро не е изцяло подземно. Около 40% от метро системата е на повърхността (наземна или повдигната на платформи от стомана и бетон). Всички линии са отделени от уличното автомобилно движение и пешеходците.

## История
Първата подземна линия на метрото е пусната в експлоатация през 1904 г., докато първата наземна е отворена близо 35 години по-рано. Големи части от системата (особено извън Манхатън) са издигнати на платформи (понтони) или преминават през просеки. Строителството в централните райони първоначално е постигано чрез разкопаване на улиците, докато на по-късен етап (при изграждане на по-дълбоките тунели в участъците Харлем и Ийст Ривър) са използвани машини за подземно копаене (т. нар. „къртици“)
През 2005 г. Нюйоркското метро постига рекорден пик на превозени пътници за изминалите 50 г. – 1,45 милиарда пътници.

## Фотогалерия
- Интериор на метровлак